# 柯氏喙鯨
柯氏喙鯨（學名：Ziphius cavirostris），旧称柯维氏喙鲸，又称柯维氏鲸。是喙鯨科中分布範圍最廣的一種。柯氏喙鯨比一般喙鯨難觀察，直到10至20年前，幾乎所有研究資料都來自於擱淺個體的調查，目前科學家對牠們的分布、數量、與行為等因衛星等空拍技術進步已有更深入的瞭解。
即使經過了許多勘查與研究，柯氏喙鯨與中喙鯨屬之間的分類關係仍然無法確定，在海面上很難區分兩屬喙鯨，若是有經驗的觀察者較有辨別的可能。牠們又被稱作鵝喙鯨（Goose-beaked Whale）和鹅嘴鲸，由於其頭部側面觀有點像鵝的頭部而得名。種名“cavirostris”源自拉丁文的“cavus”，意為“中空的”或“凹陷的”，反映雄鯨前額鼻骨凹陷的特徵。

## 基本資料
其他俗名：柯維氏喙鯨（舊譯）、Goose-beaked Whale（英）、ZIPHIUS（法）、BALLENA DE CUVIER、ZIPHIO DE CUVIER（西）
脊椎骨數目：頸椎7塊、胸椎9-10塊、腰椎9-11塊、薦椎0塊、尾椎19-22塊；總計46-49塊
出生時身長體重：2.0-2.7m、250-350kg
最大身長體重記錄：雄-7.0m、雌-6.7m；體重可達2,030-3,400kg
壽命：至少約40年，可能達60年以上

## 外型特徵
柯氏喙鯨的體型中等，相當粗壯而呈雪茄狀。由於牠們的吻突比其他喙鯨短，且額隆略呈球狀而凸出，整體外觀似乎前端被截去了一樣。額隆隆起的幅度大，但到了短而粗的嘴喙部分則較平緩。嘴部曲線短，側面觀先略往下彎曲，至中段往上翹至接近眼睛水平高度。背鰭相當小，呈鐮刀形，位於背部約體長2/3處。胸鰭相當小而窄，兩側體壁有所謂的“胸鰭窩”可收納胸鰭，此構造可能與游泳有關。和其他喙鯨一樣，在喉嚨兩側各有1道深溝。僅成年雄鯨長有外露的牙齒，位於下顎最高處，即使閉上嘴時仍可看見，有時會有茗荷介附生。
一般而言，其體色為深灰色，有一些反蔭蔽（countershading，動物保護色的一種類型；這類動物背部深於腹部，上面投下的光線使它全身顏色均勻而不醒目）的效果。成年雄鯨頭部為白色，此淺色區域會往後方背部小部分延伸；雌鯨外觀呈深灰至紅褐色，頭部較淺但不及雄鯨那般對比明顯。眼睛周圍區域顏色較深，前後方皆有淺色的月牙形或山形斑紋。皮膚表面常有許多橢圓形白斑與細長白線痕，特別是在腹部與身體側面，前者可能是遭雪茄鮫（或稱達摩鯊 cookie-cutter shark, Isistius brasiliensis）咬傷或遭八目鰻（或稱七鰓鰻 lamprey）吸附所造成的傷痕，而後者則可能是雄鯨彼此間爭鬥時牙齒劃傷留下的刮痕。幼鯨背部顏色較暗而腹部較淺。

## 分布
除了兩極附近高緯度海域以外，柯氏喙鯨可說是遍布全世界，主要棲息於熱帶至冷溫帶的深層海域。擱淺在世界各地都曾發現，北大西洋包括英國、法國、西班牙、葡萄牙、美國東部與加勒比海，甚至地中海也曾有發現記錄；南大西洋的記錄較少，最南達南美洲南端的火地島（Tierra del Fuego）。在太平洋自阿留申群島、下加利福尼亞半島（Baja California）直到智利南部，以及夏威夷、日本、澳洲、紐西蘭等地。牠們在比斯開灣（Bay of Biscay）南部有季節性出現的情形，牠們主要在冬末與春季出現（2至5月），集中於狹窄緯度範圍（北緯43度30分至45度30分），水深1,500至3,000公尺深處。牠們似乎有非常特殊的棲地需求，例如海底坡度梯度有高度變化的水域。
属于中国国家重点保护动物等级：二级

## 習性
柯氏喙鯨一般單獨或組成3到12頭左右的小群體活動，若在主要覓食區則可達25頭。其噴氣低而發散，在海面看來相當模糊。在少數地點曾目擊到牠們進行躍身擊浪的動作。牠們能潛水20-40分鐘，在海面時每10-20秒噴氣1次。一般推測牠們會以深潛的方式來避開接近的船隻，所以要觀察的話以從後方接近最佳。柯氏喙鯨的擱淺記錄比其他喙鯨要來得多，在哥斯大黎加與加拉巴哥群島曾有集體擱淺記錄。

## 生殖
秋季似乎是生產高峰，其餘幾乎一無所知。

## 食性
一般認為柯氏喙鯨主食1,000公尺深處的槍烏賊（squid），但由其胃內容物的研究發現，魚類似乎佔相當大的比例，可能也會食用甲殼類。因為牠們不具功能性牙齒，柯氏喙鯨應以抽吸的方式獵食，其他喙鯨可能也是如此。

## 現狀

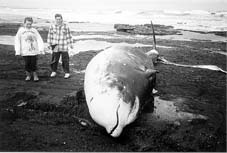
擱淺的柯氏喙鯨

由於牠們難以偵察或辨識，其數量不明。由美國西海岸的調查顯示當地約有數千頭棲息。和其他喙鯨比較起來，柯氏喙鯨由於分布廣泛與出現率較高，受到人類活動的影響也較大。日本曾經少量捕捉柯氏喙鯨，年獲量3-35頭，多半由捕貝氏喙鯨的捕鯨船捕獲。其中67%為雄性，但此數據尚不足以說明實際族群的性別比例。另外牠們也可能陷入深水域的流刺網而死亡。有強烈懷疑指出，牠們對於特殊噪音非常脆弱，在工業區、軍事區、甚至是遊戲區附近容易威脅牠們的生存。